# Jean-Claude Rabbath
Jean-Claude Rabbath (in arabo جان كلود رباط‎?; Beirut, 12 luglio 1977) è un ex altista libanese.

## Biografia
Nato a Beirut, si avvicina allo sport a 12 anni praticando la pallacanestro (sport che ha continuato a praticare per tutta la sua carriera). A 18 anni, quasi per gioco, gli viene proposto di "saltare in alto", avendo subito un riscontro positivo vincendo la medaglia d'argento ai Campionati arabi juniores del 1996 in Siria. L'anno seguente partecipa ai Giochi panarabi in Libano, conquistando una medaglia di bronzo, e partecipa alla sua prima rassegna mondiale a Parigi. Nella sua carriera, conclusasi nel 2010, Rabbath ha preso parte ai Giochi olimpici sia di Sydney 2000 che di Atene 2004, ha partecipato con successo a molte manifestazioni del mondo arabo, ma soprattutto vinto una medaglia d'oro ai Giochi asiatici in Qatar nel 2006 corredata l'anno seguente da una medaglia d'argento ai Campionati asiatici in Giordania.

## Record nazionali
- Salto in alto: 2,27 m ( Beirut, 23 aprile 2004)
- Salto in alto indoor: 2,24 m ( Weinheim, 7 febbraio 2007)

## Palmarès
| Anno | Manifestazione                   | Sede             | Evento        | Risultato | Prestazione | Note |
| ---- | -------------------------------- | ---------------- | ------------- | --------- | ----------- | ---- |
| 1996 | Campionati arabi juniores        | Laodicea         | Salto in alto | Argento   | 2,05 m      |      |
| 1997 | Mondiali indoor                  | Parigi           | Salto in alto | nm (q)    | nm (q)      |      |
| 1997 | Giochi panarabi                  | Beirut           | Salto in alto | Bronzo    | 2,14 m      |      |
| 1998 | Giochi asiatici                  | Bangkok          | Salto in alto | 6º        | 2,15 m      |      |
| 1999 | Universiadi                      | Palma di Maiorca | Salto in alto | 6º        | 2,22 m      |      |
| 1999 | Mondiali indoor                  | Siviglia         | Salto in alto | 23º (q)   | 2,20 m      |      |
| 1999 | Campionati arabi                 | Beirut           | Salto in alto | Oro       | 2,20 m      |      |
| 2000 | Giochi olimpici                  | Siviglia         | Salto in alto | 33º (q)   | 2,15 m      |      |
| 2001 | Giochi dell Francofonia          | Ottawa           | Salto in alto | 10º       | 2,10 m      |      |
| 2001 | Campionati arabi                 | Damasco          | Salto in alto | Oro       | 2,07 m      |      |
| 2002 | Giochi dell'Asia occidentale     | Al Kuwait        | Salto in alto | Oro       | 2,10 m      |      |
| 2002 | Campionati asiatici              | Colombo          | Salto in alto | 8º        | 2,10 m      |      |
| 2002 | Giochi asiatici                  | Pusan            | Salto in alto | 8º        | 2,10 m      |      |
| 2003 | Campionati arabi                 | Amman            | Salto in alto | Oro       | 2,21 m      |      |
| 2003 | Campionati asiatici              | Manila           | Salto in alto | 6º        | 2,15 m      |      |
| 2003 | Giochi mondiali militari         | Catania          | Salto in alto | 4º        | 2,10 m      |      |
| 2004 | Giochi olimpici                  | Atene            | Salto in alto | 25º (q)   | 2,20 m      |      |
| 2005 | Giochi del Mediterraneo          | Almería          | Salto in alto | 10º       | 2,14 m      |      |
| 2005 | Mondiali                         | Helsinki         | Salto in alto | 23º (q)   | 2,15 m      |      |
| 2005 | Campionati asiatici              | Incheon          | Salto in alto | 13º       | 2,10 m      |      |
| 2005 | Giochi dell'Asia occidentale     | Doha             | Salto in alto | 4º        | 2,10 m      |      |
| 2005 | Giochi dell Francofonia          | Niamey           | Salto in alto | 8º        | 2,10 m      |      |
| 2006 | Giochi asiatici                  | Doha             | Salto in alto | Oro       | 2,23 m      |      |
| 2007 | Campionati arabi                 | Amman            | Salto in alto | Oro       | 2,23 m      |      |
| 2007 | Campionati asiatici              | Amman            | Salto in alto | Argento   | 2,21 m      |      |
| 2007 | Giochi panarabi                  | Il Cairo         | Salto in alto | 8º        | 2,05 m      |      |
| 2008 | Campionati asiatici indoor       | Doha             | Salto in alto | 4º        | 2,18 m      |      |
| 2009 | Giochi dell Francofonia          | Beirut           | Salto in alto | 6º        | 2,15 m      |      |
| 2010 | Campionati asiatici indoor       | Teheran          | Salto in alto | Bronzo    | 2,17 m      |      |
| 2010 | Campionati dell'Asia occidentale | Aleppo           | Salto in alto | 5º        | 2,15 m      |      |
| 2010 | Giochi asiatici                  | Canton           | Salto in alto | 11º       | 2,10 m      |      |